# Janet Wright (Schauspielerin)
Janet Wright (* 8. März 1945 in Farnborough, Hampshire, England; † 14. November 2016 in Vancouver) war eine kanadische Schauspielerin in Theater, Film und Fernsehen.

## Leben
Wrights Familie emigrierte im Jahr nach ihrer Geburt nach Kanada, wo sie als älteste von vier Geschwistern in Saskatoon aufwuchs. Mit ihrer Schwester Susan gründete sie dort 1974 das Persephone Theatre. Sie hatte zahlreiche Theaterauftritte in Kanada, darunter auch beim Stratford Festival in Ontario. In Toronto spielte sie 1995 die Rolle des König Lear. Ihre Film- und Fernsehkarriere begann sie Anfang der 1970er Jahre. Eine ihrer ersten Filmrollen spielte sie in Robert Altmans Western McCabe & Mrs. Miller, wo sie als Eunice an der Seite von Warren Beatty und Julie Christie zu sehen war. Bis 2014 war sie regelmäßig auf der großen Leinwand zu sehen, wenngleich auch nur in untergeordneten Nebenrollen. Zu ihren weiteren Filmauftritten zählen unter anderem die Rolle der Ethel Shatford in Der Sturm, Coach Olga in Rollerball sowie Grandma Kemp in Schwesterherzen – Ramonas wilde Welt.
Wright war dem kanadischen Fernsehpublikum hauptsächlich durch ihre vielen Fernsehrollen bekannt. Neben Gastrollen in kanadischen Serienproduktionen wie Die Abenteuer von Tom Sawyer und Huckleberry Finn, Strandpiraten und Ein Mountie in Chicago war sie maßgeblich durch ihre Darstellung der Emma Leroy in der erfolgreichen Sitcom Corner Gas bekannt, die sie zwischen 2004 und 2009 in 107 Folgen spielte. Zudem war sie zwischen 1999 und 2001 als Constance in der Miniserie Retter von Redwall zu sehen. Für ihr Wirken in kanadischen Film- und Fernsehproduktionen wurde sie mit dem Genie Award und zwei Gemini Awards ausgezeichnet.
Wright war in zweiter Ehe verheiratet und hatte drei Kinder.

## Filmografie (Auswahl)

### Fernsehen
- 1980: Die Abenteuer von Tom Sawyer und Huckleberry Finn (Huckleberry Finn and His Friends)
- 1987: Strandpiraten (The Beachcombers)
- 1998: Eerie, Indiana – Die andere Dimension (Eerie, Indiana – Die andere Dimension)
- 1998: Ein Mountie in Chicago (Due South)
- 1999–2001: Retter von Redwall (Redwall)
- 2001: Dark Angel
- 2002: Monk
- 2002: Taken (Steven Spielberg Presents Taken)
- 2004: Kingdom Hospital
- 2004–2009: Corner Gas
- 2007: Die Geheimnisse von Whistler (Whistler)

### Film
- 1971: McCabe & Mrs. Miller
- 1987: Abgründe (Loyalties)
- 1987: Hart, aber schmerzlich (Home Is Where the Hart Is)
- 1988: Cowboys weinen nicht (Cowboys Don't Cry)
- 1991: Bingo – Kuck mal, wer da bellt! (Bingo)
- 1992: Bordertown Café
- 2000: Der Sturm (The Perfect Storm)
- 2002: Rollerball
- 2003: Thought Crimes – Tödliche Gedanken (Thoughtcrimes)
- 2010: Schwesterherzen – Ramonas wilde Welt (Ramona and Beezus)
- 2012: The Tall Man – Angst hat viele Gesichter (The Tall Man)
- 2014: Corner Gas: The Movie

## Auszeichnungen
- 1992: Genie Award in der Kategorie Best Performance by an Actress in a Leading Role für Bordertown Cafe
- 2001: Gemini-Award-Nominierung in der Kategorie Best Performance by an Actress in a Featured Supporting Role in a Dramatic Program or Mini-Series für Chasing Cain
- 2003: Gemini Award in der Kategorie Best Performance by an Actress in a Featured Supporting Role in a Dramatic Program or Mini-Series für Betrayed
- 2004: Gemini-Award-Nominierung in der Kategorie Best Ensemble Performance in a Comedy Program or Series für Corner Gas
- 2006: Gemini-Award-Nominierung in der Kategorie Best Ensemble Performance in a Comedy Program or Series für Corner Gas
- 2007: Gemini Award in der Kategorie Best Ensemble Performance in a Comedy Program or Series für Corner Gas